# Sphenomorphus incertus
Sphenomorphus incertus este o specie de șopârle din genul Sphenomorphus, familia Scincidae, descrisă de Stuart 1940. Conform Catalogue of Life specia Sphenomorphus incertus nu are subspecii cunoscute.